# Кафяв пъдпъдък
Кафявият пъдпъдък (Coturnix ypsilophora) е вид птица от семейство Phasianidae.

## Разпространение
Видът е разпространен в Австралия, Индонезия, Източен Тимор и Папуа Нова Гвинея.